# Hold My Hand (singel Seana Paula)
„Hold My Hand” – piętnasty singel Seana Paula wydany w 2009 roku. Utwór został wydany na albumie Imperial Blaze

## Lista utworów
- CD singel promo (2009)[1]

1. „Hold My Hand” (Album Version)

- Płyta gramofonowa (2009)[2]

A „Hold My Hand”
AA „Relationship Instrumental”
- CD singel promo (14 sierpnia 2010)[3]

1. „Hold My Hand” – 4:25

## Teledysk
Teledysk do utworu został wyreżyserowany przez Little X i wydany 9 grudnia 2009 roku przez Atlantic Records.

## Notowania na listach przebojów
| Kraj              | Lista (2010/2011/2012)                          | Najwyższa pozycja |
| ----------------- | ----------------------------------------------- | ----------------- |
| Stany Zjednoczone | US Billboard Bubbling Under R&B/Hip-Hop Singles | 10                |
| Portugalia        | Singles Top 50                                  | 26                |
| Szwajcaria        | Singles Top 75                                  | 37                |
| Francja           | Top 100 Singles                                 | 59                |
| Niemcy            | Top 100 Singles                                 | 60                |
| Kanada            | Canadian Hot 100                                | 82                |